# ديلان كيسي
ديلان كيسي (بالإنجليزية: Dylan Casey)‏ هو دراج أمريكي، ولد في 13 أبريل 1970 في والنوت كريك في الولايات المتحدة.

## وصلات خارجية
- ديلان كيسي على موقع أرشيف الدراجات (الإنجليزية)
- ديلان كيسي على موقع إحصائيات الدراجات الإحترافية (الإنجليزية)